# Gefangenenliteratur
Gefangenenliteratur (auch Gefängnisliteratur) umfasst all jene Erfahrungsberichte, Reportagen, Briefwechsel, Autobiografien, Prosa und Lyrik, die in oder infolge von Gefangenschaft entstanden sind. Fiktive Texte, in denen es thematisch um Freiheitsentzug geht, werden ausschließlich dann dazu gerechnet, wenn der Verfasser beziehungsweise die Verfasserin tatsächlich davon betroffen war.
Da es sich bei Gefangenenliteratur ausschließlich um authentisch-subjektive Erfahrungstexte handelt – Flugblätter, Schauergeschichten und Verhörprotokolle somit nicht dazugehören – sind fast keine Texte von Nicht-Intellektuellen aus der Anfangsphase des Gefängnissystems (um 1800) erhalten. Gefängnistagebücher können zwar dazugezählt werden, bei ihrer Rezeption ist jedoch zu berücksichtigen, dass sie mit der Gewissheit über Beobachtung und Beurteilung verfasst wurden.

## Historischer Rahmen

### Die Anfänge
Als frühestes Beispiel von Gefangenenliteratur gilt Boethius’ 524 entstandene Schrift Trost der Philosophie. Miguel de Cervantes bezog aus der Zeit von 1575 bis 1580 als Galeerensklave die Inspiration für seinen Roman Don Quijote (1605). Walter Raleigh schrieb um 1610 seine Geschichte der Welt in einer Zelle des Tower of London. Hugo Grotius verfasste während der Haft auf Schloss Loevestein seinen Bewijs van den waren Godsdienst (erschienen in Niederländisch 1622; in Latein 1627 als De veritate religionis Christianae). Der nonkonformistische englische Baptistenprediger John Bunyan schuf den ersten Teil seiner berühmten Pilgerreise zur seligen Ewigkeit (1678) im Gefängnis.
Gräfin Leonora Christina Ulfeldt (1663 bis 1685 im Kopenhagener Schloss inhaftiert) schrieb dort ihre Autobiografie, einen Bericht über ihre Gefangenschaft – Jammers minde (1869 erschienen), biografische Skizzen von Frauen – unter dem Titel Preis der Heldinnen veröffentlicht – sowie geistliche Gedichte.

### 18. Jahrhundert
Als frühes Beispiel für einen inhaftierten Intellektuellen gilt Christian Friedrich Daniel Schubart, der zwischen 1777 und 1787 Gefangener des württembergischen Herzogs war: „[…] ein Jahr Totalisolation in einem dunklen, kalten und muffigen Keller auf verfaultem Stroh mit Schreib- und Leseverbot – und zusätzlich noch ideologisch durch den Festungskommandanten und einen Geistlichen traktiert; je nach seinen ‚Fortschritten’ wurden ihm allmählich stufenweise Hafterleichterungen gewährt: Licht, frische Luft, die Beteiligung am Abendmahl, die Erlaubnis zum Briefeschreiben und Besuche, schließlich Schreib- und Lesemöglichkeit.“ Verzweiflung, Anklage, Todessehnsucht und Fügsamkeit sind dominierende Elemente seiner während der Haft entstandenen Schriften.
Eine bis heute kontrovers diskutierte Figur ist Donatien Alphonse François de Sade, der sich zwischen 1777 und 1789 in der Pariser Bastille in Festungshaft befand, nachdem er mehrmals wegen seiner pornografischen Skandale angeklagt worden war. Dem Adligen waren Bücher zugänglich, was ihn schließlich veranlasste, Die 120 Tage von Sodom sowie Justine zu schreiben.

### 19. Jahrhundert
Fritz Reuters Erlebnisse während verschiedener Haftstationen 1836–1840 fanden ihren autobiografischen Niederschlag im 1862 erschienenen Buch Ut mine Festungstid.
Der russische Schriftsteller Fjodor Michailowitsch Dostojewski (1849 bis 1853 in der Verbannung) schuf die Prosaarbeit Aufzeichnungen aus einem Totenhaus über seine Erfahrungen, die 1860 veröffentlicht wurde.

### 20. Jahrhundert bis 1945
Rosa Luxemburg verfasste 1916 in ihrer Haft Aufsätze, die herausschmuggelt und illegal veröffentlicht wurden sowie ihre berühmten persönlichen Briefe aus dem Gefängnis an Freundinnen.
Max Hoelz – 1921 bis 1928 im Zuchthaus – erreichte durch Publizierung seiner Zuchthausbriefe (1927) die Aufmerksamkeit der Öffentlichkeit und eine Revision des Urteils. Im zweiten Teil seiner Autobiographie Vom „Weißen Kreuz“ zur roten Fahne Acht Jahre in deutschen Zuchthäusern (1929) schrieb er seine Eindrücke nieder.
Als Konsequenz des Hitler-Ludendorff-Putschs wurde Adolf Hitler im Jahr 1924 zu fünf Jahren Festungshaft auf Bewährung verurteilt, wegen guter Führung jedoch am 20. Dezember desselben Jahres entlassen. In dieser Zeit entstand der erste Teil von Hitlers politischer Schrift Mein Kampf.
Hans Falladas eigene Erfahrungen wiedergebender klassischer Gefängnisroman Wer einmal aus dem Blechnapf frisst erschien 1934.
Die Gefängnishefte von Antonio Gramsci (1891–1937) gehören zum politischen Hauptwerk des italienischen Marxisten. 
Luise Rinser, 1944 bis 1945 einige Monate in einem Frauengefängnis des Dritten Reichs verfasste ihr Gefängnistagebuch (1946) teilweise auf Packpapier und alten Verbrecherlisten, die als Klopapier dienten.
Der deutsche Theologe und Widerstandskämpfer Dietrich Bonhoeffer legte vor seiner Hinrichtung 1945 in der Haft sein theologisches und literarisches Testament nieder, das in seinem Gedicht Von guten Mächten einen Höhepunkt gefunden hat.

### 20. Jahrhundert ab 1945
Wolfgang Borchert verarbeitete seine Gefängnisaufenthalte während des Nationalsozialismus wegen angeblicher Wehrkraftzersetzung in mehreren Kurzgeschichten sowie in seiner Erzählung Die Hundeblume, die in den Jahren 1946 und 1947 entstanden.
Ein wesentlicher Teil des literarischen Schaffens des russischen Schriftstellers Alexander Solschenizyn reflektiert seine Erfahrungen im sowjetischen Gulag (von 1945 bis 1953) in der Erzählung Ein Tag im Leben des Iwan Denissowitsch (1962) sowie in seinem Monumentalwerk Der Archipel Gulag (erschienen 1974).
Ezra Pound, 1945 in Pisa, Italien, durch amerikanische Truppen in einen für Todeskandidaten vorgesehenen Käfig gesperrt, verfasste in dieser Zeit die Pisaner Cantos (1949 Bollingen Prize).
Für Walter Kempowski, der zwischen 1948 und 1956 im Sowjetischen Speziallager Nr. 4 inhaftiert war, wurde sein Gefängnisaufenthalt zentraler Antrieb zum Schreiben. Er thematisierte die Haftzeit vor allem in seinem Erstlingsroman Im Block. Ein Haftbericht von 1969, in dem Familienroman Ein Kapitel für sich und schließlich in Langmut, Kempowskis postum erschienenem ersten Gedichtband, der einen Schlusspunkt hinter sein Werk setzte.
Ähnlich verfährt Horst Bienek (1951 bis 1955 in einem sowjetischen Arbeitslager), dessen Roman Die Zelle (1968) seine Erfahrungen zusammenfasst. Bienek schlug den Begriff „lazarenische Literatur“ für Gefängnisliteratur vor.
Der US-Amerikaner Caryl Chessman verfasste zwischen 1954 und 1960 mehrere Bücher im Todestrakt, von denen das erste Todeszelle 2455 bereits 1955 von Fred F. Sears verfilmt wurde.
Der einstige Anführer der „Jaeger-Bande“ Henry Jaeger war von 1955 bis 1963 in einem bundesdeutschen Zuchthaus inhaftiert und schrieb 1962 den Roman Die Festung heimlich auf Klopapierrollen, die jeweils vom Anstaltspfarrer hinausgeschmuggelt wurden.
Der tschechische Schriftsteller und tschechoslowakische Politiker Václav Havel schrieb seiner Frau Olga Havlová während seiner mehrjährigen Gefängnisaufenthalte nach der gewaltsamen Niederschlagung des Prager Frühlings die Briefe an Olga.
Der ägyptische Gelehrte und Theoretiker der Muslimbruderschaft Sayyid Qutb schrieb einen Großteil seiner Werke, darunter den 30-bändigen Korankommentar Im Schatten des Korans im Gefängnis, nachdem er 1954 unter dem Vorwurf eines Attentatsversuchs gegen Gamal Abdel Nasser zu einer mehrjährigen Haftstrafe verurteilt worden war.
Nelson Mandelas Autobiografie Der lange Weg zur Freiheit entstand zu wesentlichen Teilen während seiner Haftzeit auf der Gefängnisinsel Robben Island (1964–1982). Das Schreiben derartiger Texte war streng verboten. Obwohl Schriftstücke von Wärtern entdeckt wurden, konnten Abschriften durch Mitinsassen aus dem Gefängnis geschmuggelt werden.
Zahlreiche postkoloniale literarische Texte sind gezeichnet von den Gefängniserfahrungen ihrer Autoren. So wurzelt das Werk des nigerianischen Dichters Chris Abani Kalakuta Republic auf den Erfahrungen dieser Zeit. Der Indonesier Pramoedya Ananta Toer schrieb in seiner Haftzeit 1965–1979 das Buru Quartet. Der kenianische Autor Ngugi wa Thiong'o publizierte 1981 sein Gefängnistagebuch.
Die in postkolonialer Zeit entstandenen Gefängnisromane stammen u. a. von dem nigerianischen Schriftsteller Ken Saro-Wiwa, der im Gefängnis hingerichtet wurde und in Sozaboy (1985) einen einfachen jungen gefangenen Soldaten schilderte. Der südafrikanische Schriftsteller Alex LaGuma beschreibt in In the Fog of the Season’s End das Schicksal eines schwarzen Dissidenten. Derek Walcotts Drama Dream on Monkey Mountain (1970) spielt in einem Gefängnis, ebenso Woman at Point Zero der ägyptischen Autorin Nawal El Saadawi.
Der seit 1982 inhaftierte und zum Tode verurteilte US-Amerikaner Mumia Abu-Jamal hat in der Todeszelle seine journalistische Arbeit intensiviert. Er veröffentlichte unter anderem die Bücher Live from Death Row über das Leben im Gefängnis und Ich schreibe, um zu leben, eine Sammlung von Essays und Reflexionen über gesellschaftliches Leben und individuellen Lebenssinn.

## Merkmale
Allen Verfassern von Gefangenenliteratur gemeinsam sind drei Schreibimpulse:
- Kommunikation (durch Briefe),
- Information der Öffentlichkeit (vor allem durch Aufsätze, Dokumentationen, Erfahrungsberichte) sowie
- Kanalisierung aufgestauter Aggressionen (vor allem durch Gedichte).

Gespräche, (mündliche) Erzählungen, Monologe, Klopfzeichen, Papierknäuel, Zeichensprache, „Pendeln“ (Botschaft von einem Fenster zum nächsten schmeißen), Sprechen durch den „Bello“ (ausgeschöpftes WC) sind Kommunikationsformen, die oftmals in der Gefangenenliteratur thematisiert sind.
Das Schreiben hat in der Regel folgende Funktionen:
- Selbstausdruck, Selbstbefreiung, Selbstfindung,
- Identitätswahrung,
- Überleben,
- Sprachrohr nach draußen,
- Protest und Widerstand.[2]